# Serhij Lebid
Serhij Petrovytsj Lebid (Oekraïens: Сергій Петрович Лебідь) (Dnipro, 15 juli 1975) is een Oekraïense langeafstandsloper. Hij won negenmaal de Europese kampioenschappen veldlopen (1998, 2001, 2002, 2003, 2004, 2005, 2007, 2008 en 2010) en deed tweemaal mee aan de Olympische Spelen. Lebid is de enige atleet die actief is geweest op alle veldloop-EK's tussen 1994 en 2010 (17).

## Loopbaan
Naast het veldlopen is Lebid een sterk 5000 meterloper. Hij won dit onderdeel driemaal op de universiade. In 2000 was zijn 13.37,80 slechts voldoende voor een zevende plaats op de Olympische Spelen van Sydney. Op de Europese kampioenschappen van 2002 in München kwalificeerde hij zich opnieuw voor de finale en won hier een bronzen medaille.
Op de Olympische Spelen van 2004 in Athene sneuvelde hij op de 5000 m in de voorrondes met een tijd van 14.10,23. Op de Europese kampioenschappen atletiek 2006 in Göteborg werd Serhij Lebid vijfde op de 10.000 m. In 2012 sneuvelde hij op de 5000 m bij de Olympische Spelen van Londen in de halve finale met een tijd van 13.53,15.

## Titels
- Europees kampioen veldlopen - 1998, 2001, 2002, 2003, 2004, 2005, 2007, 2008, 2010
- Oekraïens kampioen 1500 m - 1998, 2005
- Oekraïens kampioen 5000 m - 1995, 1996, 1999, 2000, 2001, 2003, 2004
- Oekraïens kampioen 10.000 m - 2003

## Persoonlijke records
Baan
| Onderdeel | Prestatie | Datum            | Plaats  |
| --------- | --------- | ---------------- | ------- |
| 1500 m    | 3.38,44   | 2 juli 2005      | Kiev    |
| 3000 m    | 7.35,06   | 19 juli 2002     | Monaco  |
| 5000 m    | 13.10,78  | 6 september 2002 | Berlijn |
| 10.000 m  | 28.09,71  | 26 mei 2006      | Praag   |

Weg
| Onderdeel      | Prestatie | Datum            | Plaats   |
| -------------- | --------- | ---------------- | -------- |
| 8 km           | 22.52     | 30 maart 2002    | Balmoral |
| 5 Eng. mijl    | 22.59     | 30 maart 2002    | Balmoral |
| 10 km          | 27.58     | 30 december 2007 | Houilles |
| halve marathon | 1:01.51   | 5 april 2003     | Milaan   |
| marathon       | 2:08.32   | 9 November 2014  | Seoul    |

## Palmares

### 3000 m
- 2002: 7e Wereldbeker - 8.08,65
- 2004: 12e WK indoor - 8.14,32
- 2006: 5e Europacup - 8.30,80

### 5000 m
- 1999:  Universiade - 13.37,54
- 2000: 7e OS - 13.37,80
- 2001:  Universiade - 13.44,24
- 2002:  EK - 13.40,00
- 2003:  Universiade - 13.50,94
- 2006:  Europacup - 14.16,83
- 2009:  EK teamkamp. - 13.59,85
- 2010: 4e EK - 13.38,59

### 10.000 m
- 1997:  EK U23 - 28.39,71
- 2006: 5e EK - 28.19,14

### 10 km
- 1999:  BOclassic - 28.24
- 2001:  BOclassic - 28.27
- 2002:  BOclassic - 29.02
- 2003:  BOclassic - 28.36
- 2004:  BOclassic - 28.24
- 2006:  Corrida van Houilles - 28.35

### 10 Eng. mijl
- 2009: 29e Dam tot Damloop - 52.09

### veldlopen
- 1995: 11e EK - 27.06
- 1997:  EK - 27.23
- 1998:  EK - 28.07
- 1999: 7e EK - 33.50
- 2000:  EK - 29.39
- 2000: 10e WK (korte afstand) - 11.36
- 2001:  EK - 27.52
- 2001:  WK (lange afstand) - 40.03
- 2001:  Europacup - 29.59
- 2002:  EK - 28.58
- 2003:  EK - 30.47
- 2004:  EK - 27.31
- 2005:  EK - 27.09,  landenklassement
- 2007:  EK - 31.47
- 2008:  EK - 30.49
- 2009:  EK - 31.17
- 2010:  EK - 29,15

### Golden League-podiumplekken
3000 m
- 2002:  Herculis – 7.35,06

5000 m
- 2002:  ISTAF – 13.10,78